# Lorraine Fentonová
Lorraine Fentonová (* Lorraine Grahamová, 8. září 1973 Manchester) je jamajská atletka, která se specializovala na 400 metrů.
Její vrchol v kariéře přišel, když na Letních olympijských hrách v roce 2000 získala stříbrnou olympijskou medaili. Získala také stříbrné medaile na Mistrovstvích světa MS 2001 a MS 2003 a bronzovou medaili na Mistrovství světa 1999. Získala také zlaté, stříbrné a bronzové medaile v štafetách na 4 × 400 m.